# 晴雯

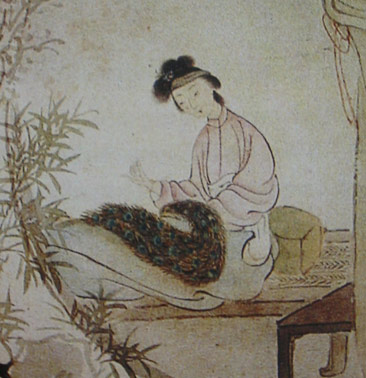
第五十二回　俏平儿情掩虾须镯
勇晴雯病补雀金裘

晴雯，中國古典文学《紅樓夢》的主要人物，是服侍故事主人公賈寶玉的幾個大丫鬟之一，金陵十二钗又副册排名第一，水蛇腰，削肩膀，眉眼有點像林黛玉。甲戌本脂批雲“晴有林風，襲乃釵副”，故有所謂“晴为黛影”的說法，暗示她影射的角色是林黛玉，又稱黛副。首次出场在第五回。
晴雯十歲被賴大家的用銀子買下，原是賈母的丫环，后派给宝玉。她不記得家鄉父母，親戚只知有個姑舅哥哥多渾蟲在榮國府內當廚子，及其妻多姑娘（又稱「燈姑娘」）。她口齒伶俐，聰明過頂，個性剛烈，忠心耿耿，曾嘲諷小紅道：“怪道呢！原來爬上高枝兒去了，把我們不放在眼裡。不知說了一句話半句話，名兒姓兒知道了不曾呢，就把他興的這樣！這一遭半遭兒的算不得什麼，過了後兒還得聽呵！有本事從今兒出了這園子，長長遠遠的在高枝兒上才算得。”又有『勇晴雯病補雀金裘』一回，極言其心靈手巧，勇敢忠誠，神情躍然紙上:163、164、165。
其實賈寶玉非常喜歡晴雯，在《紅樓夢》第三十一回“撕扇子作千金一笑”可看得出。晴雯當時不小心跌斷了扇骨，寶玉罵她“蠢材”，晴雯并不示弱，直接回“玻璃缸、玛瑙盏不知弄坏了多少，也没见个大气儿...嫌我们不好，把我们打发了，再挑好的使...好聚好散，倒不好？”以至最终连襲人都牵扯上，吵到宝玉要回老太太打发晴雯。晚上宝玉回来，见她在院中塌上乘凉，要晴雯打发果子吃。晴雯認為扇子已折斷，是不配打发果子給他吃。又說到她非常喜歡撕扇子。賈寶玉聽到後，便将自己的扇子递给她，果然被撕作两半，接着又“嗤嗤”几声将扇子撕碎。正好麝月赶来，宝玉抢过麝月的扇子递给晴雯，晴雯也撕了。麝月很生气，说：“这是怎么说，拿我的东西取笑儿？既是这样，搬扇匣子来让她尽力撕岂不好？”宝玉道“你就搬来。”麝月道“我不作这孽，她又没折了手，让她自己搬去。”“撕扇子作千金一笑”是《红楼梦》中出人预料又动人心魄的情节。
在抄檢大觀園時，她表現強硬，最初被王夫人罵是妖精，後來捉住箱底將箱子內的東西全都倒下來及大罵王善保家的。晴雯心直口快、心无城府，坠儿偷金事发后，晴雯不仅戳坠儿手严惩坠儿，还执意将坠儿赶出大观园，是《红楼梦》对晴雯率性坦荡、嫉恶如仇性格的直书。被王夫人逐出大觀園後，病情加重。臨死前，晴雯被賈寶玉的探訪深為感動，於是鉸（剪）下自己的兩根長指甲，連同貼身綾襖送給他。她死後賈寶玉作《芙蓉女兒誄》祭她，庚辰本脂評雲“《芙蓉女兒誄》明是為阿顰作讖“:271。當寶玉改“紅綃帳裏，公子多情；黃土壟中，女兒薄命”為“茜紗窗下，我本無緣；黃土壟中，卿何薄命”時，“黛玉聽了忡然變色”，心中“有無限的狐疑亂擬”。作者的用意是很明顯的。

## 判詞
霽月難逢，彩雲易散。心比天高，身為下賤。風流靈巧招人怨。壽夭多因毀謗生，多情公子空牽念。